# Phyllitis palmata
Phyllitis palmata là một loài dương xỉ trong họ Aspleniaceae. Loài này được Samp. mô tả khoa học đầu tiên năm 1913.
Danh pháp khoa học của loài này chưa được làm sáng tỏ. 